# Saint-Maclou, Eure
Saint-Maclou är en kommun i departementet Eure i regionen Normandie i norra Frankrike. Kommunen ligger i kantonen Beuzeville som tillhör arrondissementet Bernay. År 2022 hade Saint-Maclou 667 invånare.

## Befolkningsutveckling
Antalet invånare i kommunen Saint-Maclou
Referens:INSEE